# 青森県営浅虫水族館
青森県営浅虫水族館（あおもりけんえい あさむしすいぞくかん）は、青森県青森市浅虫にある水族館。青森湾を臨む本州最北端の水族館でもある。青森県内の水産資源や、世界の水生動物など約514種、1万1千点を飼育展示している。指定管理者制度により青森水族館管理株式会社が運営している。

## 概要
ショーやガイドが充実しており、特にイルカショーは2015年に仙台うみの杜水族館が開館するまでは東北地方で唯一開催していた。冷たい海から暖かい海まで、コーナー分けがされ、オットセイ、アザラシ、イルカなどの海獣や、ペンギンといった人気の動物たちも一通りいる。イルカのショーや時間によってお食事タイムが行われている。
年間の来館者数は約30万人。2014年（平成27年）8月15日に青森県の観光施設としては初めて通算入館者数が1,000万人を突破した。

## 沿革
- 1922年（大正11年）、東北帝国大学理学部に生物学科が設置。当時の理学部教授・畑井新喜司は青森県小湊村（現・平内町）出身であり、1924年（大正13年）7月8日に理学部附属の臨海実験所が浅虫に設置された。設立当初より水族館が併設されており、これが浅虫水族館の前身となる。水族館は、アメリカから輸入した厚さ1インチ以上の磨面ガラス板を展示水槽に使用するなど、最新鋭の設備を誇っていた。
- 1982年（昭和57年）4月、旧浅虫中学校敷地とその周辺に起工[5]。
- 1983年（昭和58年）7月24日、一般公開を開始[5]。なお、青森県営浅虫水族館開館により、臨海実験所の水族館は1984年（昭和59年）4月をもって閉館した。なお、臨海実験所は、現在も東北大学大学院生命科学研究科附属浅虫海洋生物学研究センターとして続いている[6]。
- 2016年（平成28年）8月2日、屋外飼育プールに展示されていたアオウミガメ1匹がいなくなっているのを、飼育員が発見し、青森警察署に被害届を提出[7]。
- 2019年（令和元年）8月、国内の水族館初の試みとして、完全養殖のクロマグロの稚魚の飼育に挑戦。3000匹の稚魚が持ち込まれたが、8月11日の公開前にほとんどが死に、9月6日から1匹だけになっていたが、その1匹も9月26日に死んでいるのが発見された[8]。

## コーナー
1階
- 両生類コーナー -青森県で見られる在来種のカエルやイモリを小さな水槽で展示。
- ウミガメ水槽
- 海洋大水槽（トンネル水槽）  - 長さ約15m[2]。特定月の日曜日にお食事タイムが開催される[4]。また、バックヤードに入りこのお食事そのものを体験することもできる。現在は陸奥湾をイメージしており、陸奥湾の魚類に加え、ホタテやホヤ等の養殖風景も表現。
- サンゴ礁の魚（熱帯大水槽）-大量の熱帯海水魚を展示。
- クラゲ水槽
- おらほのめんこちゃんコーナー -繁殖させた様々な幼魚を展示。
- 海獣館 - アザラシやオットセイ、ペンギンなどを間近で見ることができる[3]。かつてはラッコもおり、繁殖もしていた。
- 冷たい海の生物
- 希少淡水生物- ニホンザリガニ等、希少な淡水生物を展示。
- イベントホール - 海獣館の付近で、真珠取り出し体験や企画展、海獣関連のイベントを行う。
- ギフトショップデルフィーノ

2階
- 熱帯淡水魚 -アロワナやアリゲーターガー等の熱帯淡水魚を展示。
- タッチコーナー -ヒトデやホヤ、トゲグリガニ等近隣の海で採集された小動物に触れられる。
- 世界遺産白神の魚 - 上流から下流にかけての様々な淡水魚を展示。
- アクア学びうむ - 環境問題やSDGsについてのパネル解説。かつて休憩室だった場所に新設。
- イルカプール -バンドウイルカとカマイルカによるショーを行う。イルカが巨大なボールを観客席に向けて放つ等、他には無いようなダイナミックな演技が特徴。特定の日曜日には舞台上の特等席で観覧・記念撮影を行うこともできる。
- いるか館 -現在ショーに出演しないカマイルカ2頭を展示。

## 建築概要
- 設立年：1983年
- 竣工年：1983年
- 設計者：環境設計事務所
- 延べ面積：8813.11平米

## 施設概要
- 開館時間：9:00 - 17:00[3][4]（繁忙期には18:00まで時間延長）
- 休館日：年中無休[3][4]
- 交通機関：
  - 青い森鉄道線 浅虫温泉駅下車、徒歩約10分[3][4]
  - 青森市営バス 浅虫線「浅虫水族館」下車。(ゴールデンウィーク、8月13日を除く土･日・祝日のみ運行)
  - 青森自動車道 青森東ICから国道4号経由、約15分[3]。
- 入場料：
  - 大人：1,200円
  - 高校生以下：無料(2025年3月より)
- 駐車場：約400台（無料）[4]